# Hypocometa benguetana
Hypocometa benguetana là một loài bướm đêm trong họ Geometridae.